# Vendelín Kopecký
Vendelín Kopecký (6. dubna 1844, Pecka – 18. května 1899 Smíchov) byl český skladatel a vojenský kapelník. Jeho nejznámější skladbou je vojenský pochod „Egerländer Marsch“ (Chebský pochod). Znám je i pod jmény Wendelin Kopetzky či Kopetzký.

## Biografie
Celou svou hudební kariéru zasvětil Kopecký rakouské císařské armádě, u jejíchž kapel působil. Až do roku 1898 byl kapelníkem 73. pěšího pluku vévody Württemberského, pro který napsal v roce 1891, během pobytu pluku v Chebu, oblíbený a dodnes v Evropě známý a hraný pochod Egerländer Marsch (73er Regiments Marsch) – Chebský pochod.
Kopecký vystudoval školu hudební služby rakouské armády. Od roku 1866 do roku 1868 byl kapelníkem ve vojenské kapele vojenského policejního praporu a od roku 1869 do roku 1871 vedoucím hudebního sboru rakouského námořnictva v Terstu. Od roku 1871 do roku 1898 byl kapelníkem pěšího pluku č. 73 Vévody Albrechta z Württemberska", se kterým byl umístěn postupně v Terezíně, Chebu, Praze, Plzni a Innsbrucku. Kopecký je kromě toho autorem kolem 200 skladeb pro orchestr dechových nástrojů, skládal však též i komorní hudbu.

## Dílo

### Skladby pro dechový orchestr
- "Durch den Arlberg!", op. 139 – zkomponováno ku příležitosti otevření Arlberského železničního tunelu v roce 1884[2], věnovaný Giacomo Ceconimu[3]
- Vojenský humor, pochod, op. 171
- Egerländer Marsch – Chebský pochod, op. 172[4]
- Am Bodensee, pochod, op. 161
- An-der-Lan-Marsch , op. 187
- Athesen Marsch, op. 154 – věnované akademickému sdružení Athesia při příležitosti 25letého jubilea
- Beim Militär, pochod
- Der gute Kamerad (Dobrý kamarád), pochod
- Der Kaiserjäger, pochod, op. 153
- Die Innsbruckerin, polka, mazurka, op. 152
- Dormus-Marsch
- Düringer Marsch, op. 206
- Equitations-Marsch, op. 156 – věnováno pěchotnímu sboru v Innsbrucku
- Erzherzog Eugen-Marsch
- Express, polka
- Frisch auf, pochod
- Herget-Marsch
- Innsbrucker Kadettenschule-Marsch
- Instructions-Marsch
- Jičínský pochod
- Jubiläums-Marsch
- König-Georg-Marsch
- Mühlauer Schützenmarsch, op. 162 – věnováno S. A. Reissovi
- Pittoni-Marsch
- Reunion-Marsch, op. 150
- Sloninka-Marsch, op. 201 – věnováno veliteli pluku Julianu Sloninka von Holodow (1892-1896)
- Teuchert-Marsch, op. 167 – věnováno generálu Friedrichovi Teuchert-Kauffmannovi[5]
- Tiroler Deandl'n Walzer, op. 174
- Trauermarsch
- Uber Berg und Thal, pochod, op. 142
- Viribus unitis, pochod
- Wiener Bua, pochod

### Klavírní skladby
- Durch den Arlberg!, pochod
- Am Bodensee, op. 161
- Athesen Marsch, op. 154
- Der Kaiserjäger, pochod, op. 153
- Der Wildschütz, pochod na téma populární tyrolské písně
- Innsbručanka, polka, mazurka
- Gruß aus dem Innthale, polka, mazurka
- Pelikánův pochod, pochod, op. 61
- Reunion-Marsch, pochod, op. 150
- Uber Berg und Thal, pochod, op. 142